# Recompensas (videojuegos)

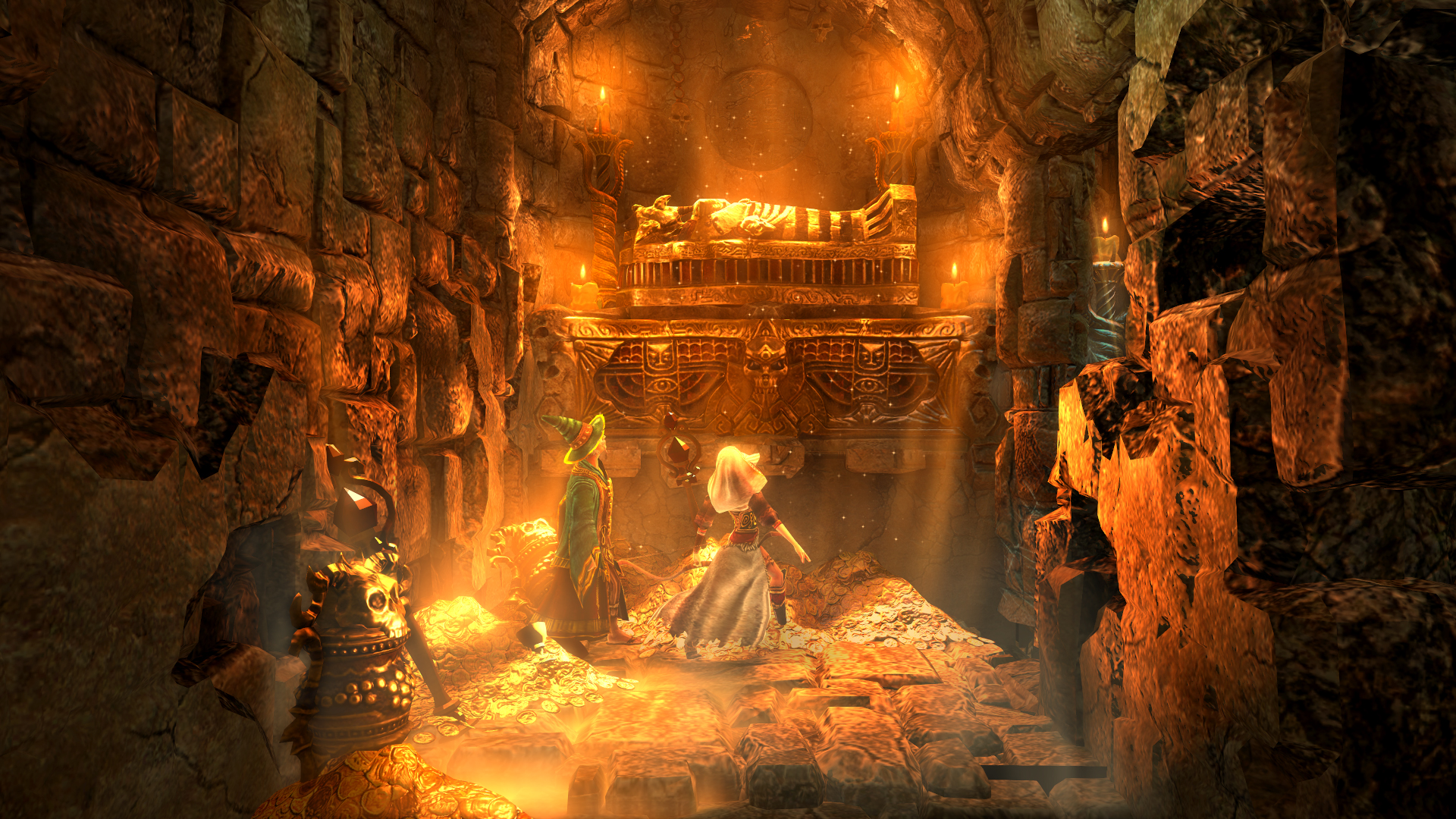
Se puede observar los gráficos de un videojuego

En los videojuegos, las recompensas describen artículos obtenidos por el personaje del jugador de forma gratuita en el transcurso del videojuego, como moneda del juego, hechizos, equipo, o armas. En los juegos de un jugador, a menudo se obtienen como tesoro o de enemigos derrotados. En una situación de JcJ, pueden obtenerse del cadáver de otro jugador (mediante saqueo). Las recompensas están destinadas a premiar al jugador por progresar en el juego y, por lo tanto, suelen ser de calidad superior a los artículos que se pueden comprar. También pueden ser parte de un sistema de actualización que aumenta permanentemente las habilidades del jugador.
En los juegos multijugador, las recompensas se pueden proporcionar de tal manera que solo un jugador pueda adquirir un artículo determinado. El "saqueo de ninjas" es la práctica resultante de saquear objetos de los enemigos derrotados por otros jugadores.
En los videojuegos de rol, las recompensas a menudo forman la economía central del juego, en que el jugador lucha para obtener las recompensas y luego las usa para comprar otros artículos. Las recompensas a menudo se pueden asignar a niveles de rareza, con los elementos más raros que son más poderosos y más difíciles de obtener. Los diversos niveles de rareza a menudo se indican mediante colores particulares que permiten a un jugador reconocer rápidamente la calidad de su botín. El concepto de la rareza de las recompensas codificado por colores se popularizó con el videojuego de 1996 Diablo, cuyo diseñador, David Brevik, tomó la idea del videojuego de mazmorras Angband.

## Cajas de recompensas
Las cajas de recompensas son un tipo particular de sistema de recompensas aleatorio que consiste en cajas que se pueden desbloquear a través del juego normal o comprando más a través de microtransacción. El sistema ha generado una gran controversia por ser demasiado similar al juego.